# 加新村
加新村（かしんむら）は、かつて新潟県南蒲原郡にあった村。

## 沿革
- 1889年（明治22年）4月1日 - 町村制施行に伴い南蒲原郡加茂新田、山島新田が合併行し、加新村が発足。
- 1901年（明治34年）11月1日 - 南蒲原郡加茂町、狭口村と合併し、加茂町を新設して消滅。